# San Fernando (Honduras)
San Fernando es un municipio del departamento de Ocotepeque en la República de Honduras.

## Toponimia
Su primer nombre fue "Leoneras", tal vez porque existía muchos felinos jaguares en la zona. Su nombre actual proviene de Fernando III de Castilla, santo de la iglesia católica.

## Límites
Situado en la misma frontera con Guatemala.
| Orientación | Límite                                   |
| ----------- | ---------------------------------------- |
| Norte       | Municipio de Copán Ruinas, Copán         |
| Norte       | Municipio de Cabañas, Copán              |
| Sur         | Municipio de San Jorge, Ocotepeque,      |
| Sur         | Municipio de La Encarnación, Ocotepeque, |
| Este        | Municipio de San Jorge, Ocotepeque       |
| Oeste       | República de Guatemala                   |

Está a una distancia de 3.5 km de la frontera con Guatemala, según el Instituto de la Propiedad.

## Historia
En 1861, fue fundado, siendo una aldea del Municipio de San Jorge.
En 1917 (16 de mayo), le dieron categoría de Municipio.
En 1926, en la división que se hizo del Departamento de Ocotepeque, era uno de los Municipios que formaba el Distrito de La Encarnación.

## División Política
Aldeas: 9 (2013)
Caseríos: 32 (2013)
| Código | Aldea                  |
| ------ | ---------------------- |
| 141001 | San Fernando           |
| 141002 | El Manzano             |
| 141003 | El Rosario             |
| 141004 | Nuevo Espíritu         |
| 141005 | Queseras               |
| 141006 | San Antonio de Curarén |
| 141007 | San José de Curarén    |
| 141008 | Santa Inés             |
| 141009 | Sulay                  |
|        | El Amatón              |
|        | Pashapa                |
|        | San Francisco          |
|        | San Juancito           |
|        | Aldea Nueva            |
|        | Santa Inés             |
|        | La Cuchilla de Enmedio |
|        | San Ramón              |